# Sigh
Sigh (サイ, sai) est un groupe japonais de metal extrême, originaire de Tokyo. Sigh est crédité comme le tout premier groupe japonais de black metal au début des années 1990 tandis que la majeure partie des groupes du genre provenaient de la Scandinavie.

## Historique
Sigh est formé en 1990 à Tokyo. Pendant leur existence, ils passent d'un groupe de metal extrême traditionnel à un groupe au son plus expérimental et avant-gardiste avec des éléments symphoniques. Le groupe signe au départ avec le label Deathlike Silence Records d'Euronymous et publie son premier album Scorn Defeat en 1993, peu après la mort d'Euronymous. Le label cesse alors ses activités et le groupe signe chez Cacophonous Records. En 1994, Sigh participe à la compilation Far East Gate in Inferno et effectue un split avec le groupe grec Kawir.
En 1995 sort le deuxième album de Sigh, Infidel Art. Le groupe publie en 1997 l'album live The Eastern Force of Evil; Live ’92–’96 et le troisième album du groupe Hail Horror Hail. En 1999, Sigh publie son quatrième album studio Scenario IV: Dread Dreams, que AllMusic compare avec Naked City de John Zorn. Il y fait participer des chanteurs comme Killjoy et Necrophagia, King Fowley et Damien Montgomery de Ritual Carnage.
À cause de divergences d'opinion avec Cacophonous concernant les droits d'albums et de promotion, le groupe signe finalement chez Century Media Records. Avec ce label, ils publient leur album Imaginary Sonicscape en 2001, qui contient des éléments plus avant-gardistes que leurs prédécesseurs. En 2005, ils publient l'album Gallows Gallery cette fois au label Candlelight/Baphomet Records. Le groupe signe ensuite avec The End Records qui publie les albums Hangman's Hymn et Scenes From Hell et réédite les albums Gallows Gallery et Imaginary Sonicscape accompagné de nouvelles couvertures et de chansons bonus, avant de revenir chez Candlelight Records. Après son retour chez Candlelight Records, Sigh publie In Somniphobia en 2012, et annonce un dixième album, Graveward, pour le début de 2014. Leur chanson Inked in Blood issue de Hangman's Hymn est classé 31e dans le classement des chansons Century Metal du XXIe siècle établi par Loudwire. Au début de 2015, le groupe publie son nouvel album, Graveward.

## Discographie

### Albums studio
- 1993 : Scorn Defeat
- 1995 : Infidel Art
- 1997 : Ghastly Funeral Theatre
- 1997 : Hail Horror Hail
- 1999 : Scenario IV: Dread Dreams
- 2001 : Imaginary Sonicscape
- 2005 : Gallows Gallery
- 2007 : Hangman's Hymn
- 2010 : Scenes From Hell
- 2012 : In Somniphobia
- 2015 : Graveward
- 2018 : Heir To Despair
- 2022 : Shiki

### Démos
- 1990 : Desolation
- 1990 : Tragedies

### EPs et splits
- 1992 : Requiem for Fools (EP)
- 1994 : Sigh / Kawir (split avec Kawir)
- 1995 : To Hell and Back – Sigh’s Tribute to Venom (compilation)
- 1997 : Ghastly Funeral Theatre (EP)
- 2003 : Kindred of a Dying Kind / Young Burial (split avec Necrophagia, Red Stream Records)
- 2004 : Evilized Japan (split-EP avec Abigail)
- 2008 : A Tribute to Venom (EP)
- 2010 : The Curse of Izanagi (EP)

### Album live
- 1997 : The Eastern Force of Evil; Live ’92–’96

## Membres

### Membres actuels
- Mirai Kawashima – basse (1990-2004), chant, clavier, samples, programmation, vocodeur (depuis 1990)[2]
- Satoshi Fujinami – batterie (1990-2004, 2008), guitare (1990-1992), basse (2004)[2]
- Junichi Harashima – batterie (depuis 2004)[2]
- Dr. Mikannibal – saxophone, chant (depuis 2007)[2]
- You Oshima – guitare (depuis 2014)[2]

### Anciens membres
- Kazuki Ozeki – batterie (1990)[2]
- Shinichi Ishikawa – guitare (1992-2014)[2]